# Barlow Trecothick
Barlow Trecothick (c. 1719 - 28 mai 1775) est un marchand de la ville de Londres élevé dans la Province de la baie du Massachusetts qui devient l'un des députés de la ville de Londres et est lord-maire de Londres en 1770.

## Jeunesse

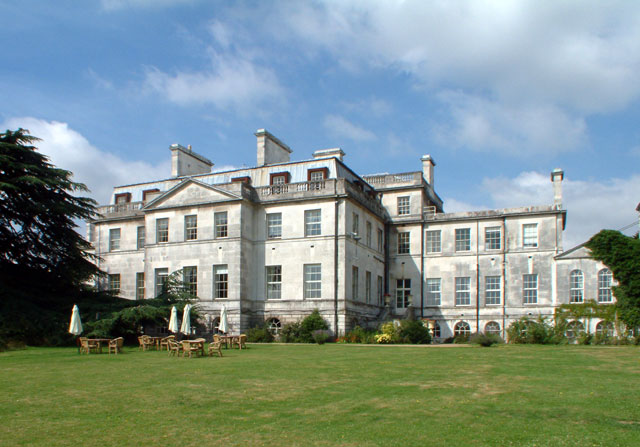
Addington Park, construit pour Trecothick

Trecothick est le fils d'un capitaine de marine, Mark Trecothick, de son mariage avec Hannah Greenleaf. Son lieu de naissance est incertain, mais c'est probablement Stepney ou bien en mer . Un biographe rapporte qu'il est né le 27 janvier 1720 à Stepney . Son frère Edward Trecothick y est baptisé en 1721.
À partir de 1724 environ, les Trecothicks vivent à Boston, dans la baie du Massachusetts, où en 1734 le jeune Trecothick est apprenti chez Charles Apthorp, un marchand d'origine anglaise extrêmement riche de Boston, le servant jusqu'en 1740, puis devenant un marchand ,.

## Carrière
Dans son témoignage devant un comité parlementaire en Angleterre en 1766, Trecothick déclare qu'il a vécu à Boston entre sept et vingt-deux ans, est ensuite en Jamaïque pendant sept ans, retourne en Nouvelle-Angleterre pendant trois ans et s'installe finalement à Londres. Sa sœur Hannah est née à Boston le 2 décembre 1724 .
Après s'être mariés en 1747, Trecothick et sa femme déménagent à Londres, où ils s'installent vers 1750, et il continue à faire du commerce en tant que marchand, par l'intermédiaire d'une société appelée Trecothick, Apthorp et Thomlinson, devenant membre de la Worshipful Company of Clothworkers .
Après avoir fait fortune et être devenu échevin de la Corporation de Londres, Trecothick achète en 1768 le manoir d'Addington, dans le Surrey, pour 38 500 £ et commence la construction d'Addington Park, une nouvelle maison de campagne conçue par Robert Mylne dans le style palladien, avec des ailes de plain-pied .
Il a bientôt un domaine d'environ cinq mille acres  et continue à siéger en tant que député de la ville de Londres entre 1768 et 1774, servant également comme lord-maire en 1770 .

## Vie privée

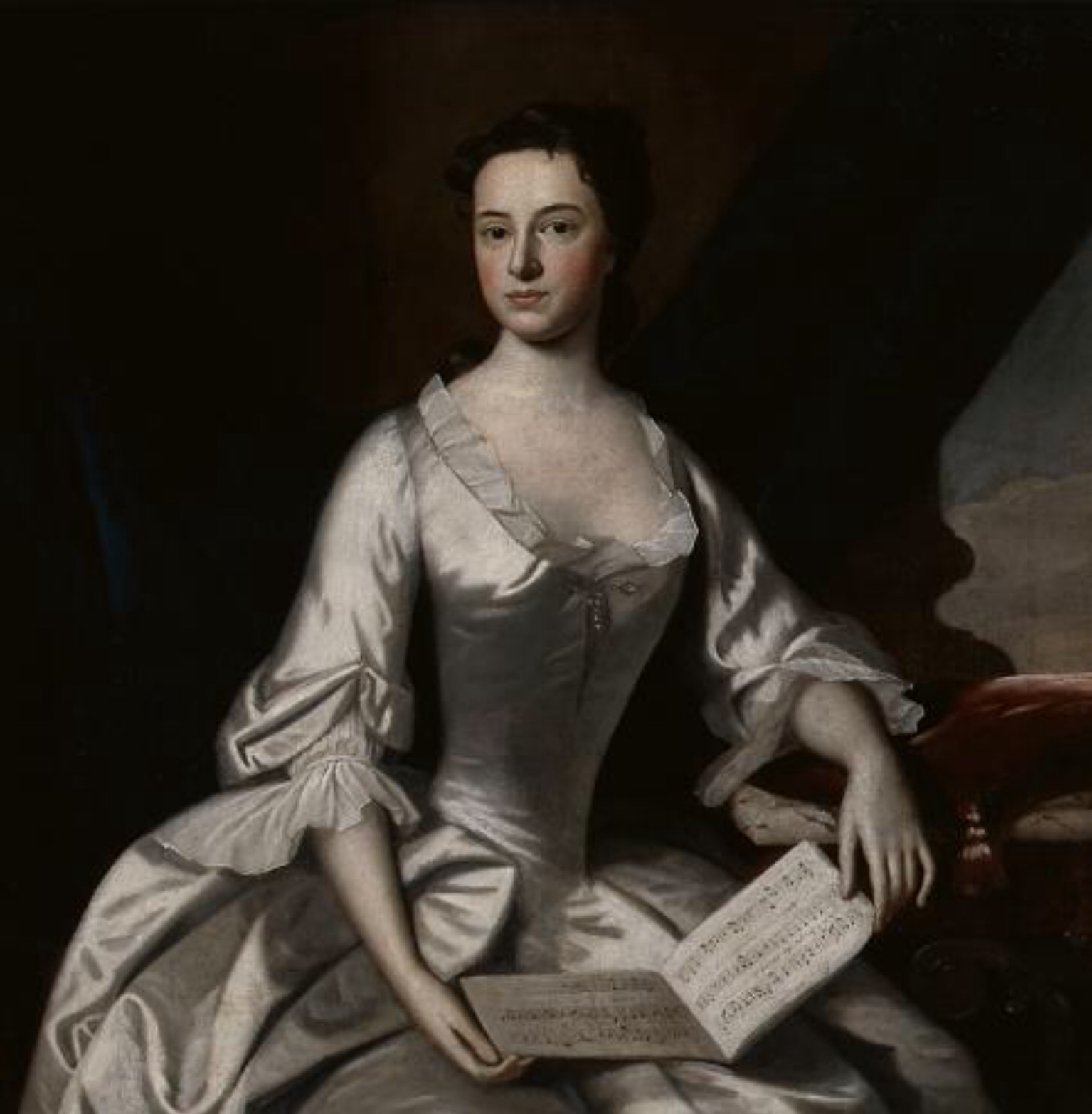
La première épouse de Trecothick, Grizzel Apthorp, peinte par Robert Feke, c. 1748.

Le 2 mars 1747, Trecothick épouse Grizzel Apthorp, la fille aînée de Charles Apthorp . Sa première femme meurt sans enfant le 31 juillet 1769 et le 9 juin 1770, Trecothick épouse Anne, une fille d'Amos Meredith et une sœur de William Meredith (3e baronnet). Il n'a pas non plus d'enfants de ce mariage .
Trecothick meurt le 28 mai 1775, avant que sa maison d'Addington ne soit achevée. Il est enterré au cimetière St Mary the Blessed Virgin à Addington,.
Sa propriété et sa succession passent à un neveu instruit à Harvard, James Ivers, le fils de la sœur cadette de Trecothick, Hannah, qui change son nom en Trecothick selon les termes du testament de son oncle, et il termine la maison, mais doit la vendre en 1803 . Addington Park est acheté par Charles Manners-Sutton et devient l'un des palais des archevêques de Canterbury et est rebaptisé Addington Palace ,.